# Gerichtsbezirk Reutte
Der Gerichtsbezirk Reutte ist ein dem Bezirksgericht Reutte unterstehender Gerichtsbezirk im Bundesland Tirol. Er ist deckungsgleich mit dem politischen Bezirk Reutte.

## Geschichte
Der Gerichtsbezirk Reutte wurde durch eine 1849 beschlossene Kundmachung der Landes-Gerichts-Einführungs-Kommission geschaffen und umfasste ursprünglich die 32 Gemeinden Berwang, Bichlbach, Biberwier, Breitenwang, Ehenbichl, Ehrwald, Elbigenalp, Elmen, Forchach, Grähn, Heiterwang, Heselgehr, Hinterhornbach, Höfen, Holzgau, Jungholz, Lech, Lermoos, Mußau, Pflach, Pinswang, Reutte, Schattwald, Stanzach, Steeg, Nesselwengle, Stockach, Thanheim, Vils, Vorderhornbach, Weisenbach, Wengle und Zöblen.
Das Gebiet des Gerichtsbezirks Reutte wurde im Zuge der Trennung der politischen von der judikativen Verwaltung
ab 1868 auch den politischen Bezirk Reutte, wobei Reutte der einzige Gerichtsbezirk Tirols war, der alleine zu einem Bezirk erhoben wurde.
Die nationalsozialistische Verwaltungsreform führte langfristig zu einer Vergrößerung des Gerichtsbezirks. Mit der „Verordnung des Landeshauptmanns vom 15. Oktober 1938 über die Einteilung des Landes Tirol in Verwaltungsbezirke“ wurde der „Verwaltungsbezirk Reutte“ (später „Landkreis Reutte“) aus dem bisherigen Bezirk Reutte sowie den Gemeinden Gramais und Pfafflar (bisher Bezirk Imst bzw. Gerichtsbezirk Imst) sowie Kaisers (bisher Bezirk Landeck bzw. Gerichtsbezirk Landeck) jedoch ohne Jungholz (das Bayern zugeschlagen wurde) gebildet.
Nach dem Zweiten Weltkrieg wurde die Gemeinde Jungholz wieder Teil des Bezirks Reutte. Gramais, Pfafflar und Kaisers verblieben jedoch bei Reutte.
Um die Gerichtsbezirksgrenzen wieder an die politischen Grenzen anzugleichen, übernahm der Gerichtsbezirk Reutte per 21. September 1947 die Gemeinden Gramais, Pfafflar und Kaisers von den Gerichtsbezirken Imst bzw. Landeck.
Seit 1947 blieb die Fläche des Gerichtsbezirks Reutte nahezu unverändert.

## Gerichtssprengel
Der Gerichtssprengel umfasst mit den 37 Gemeinden Bach, Berwang, Biberwier, Bichlbach, Breitenwang, Ehenbichl, Ehrwald, Elbigenalp, Elmen, Forchach, Grän, Gramais, Häselgehr, Heiterwang, Hinterhornbach, Höfen, Holzgau, Jungholz, Kaisers, Lechaschau, Lermoos, Musau, Namlos, Nesselwängle, Pfafflar, Pflach, Pinswang, Reutte, Schattwald, Stanzach, Steeg, Tannheim, Vils, Vorderhornbach, Wängle, Weißenbach am Lech und Zöblen das gesamte Gebiet des politischen Bezirks Reutte.